# Molkerei

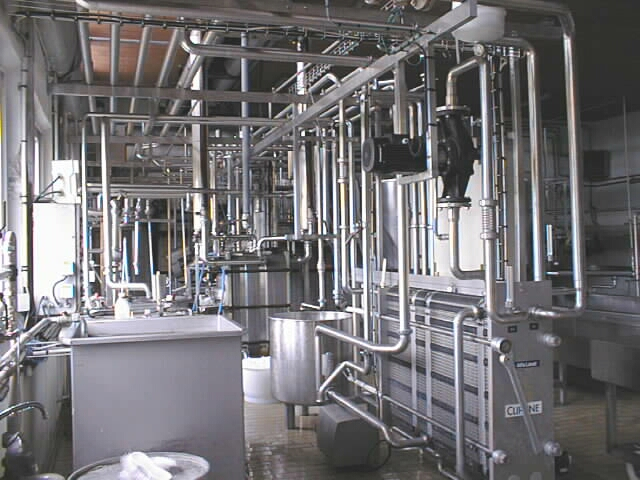
Pasteurisierungsanlage in einer Käserei in Ruynes-en-Margeride, Frankreich

Eine Molkerei (auch Käserei oder vor allem im Norden und Osten Deutschlands oft Meierei) ist eine Verarbeitungsstätte für Milch. Hergestellt werden Milchprodukte wie Butter und Buttermilch, Käse, Sauermilchprodukte, Quark, Molke und anderes mehr. In Deutschland definiert das Gesetz über den Verkehr mit Milch, Milcherzeugnissen und Fetten (Milch- und Fettgesetz) den Begriff für seine Zwecke, also einschließlich der Betriebe, die Käse, Schmelzkäse oder Milchdauerwaren herstellen.

## Geschichte

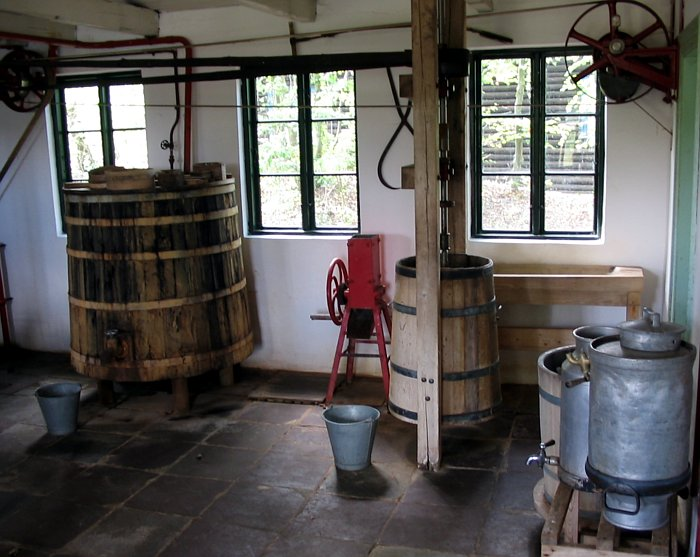
Einrichtung einer historischen Meierei (Freilichtmuseum Hjerl Hede, Dänemark)

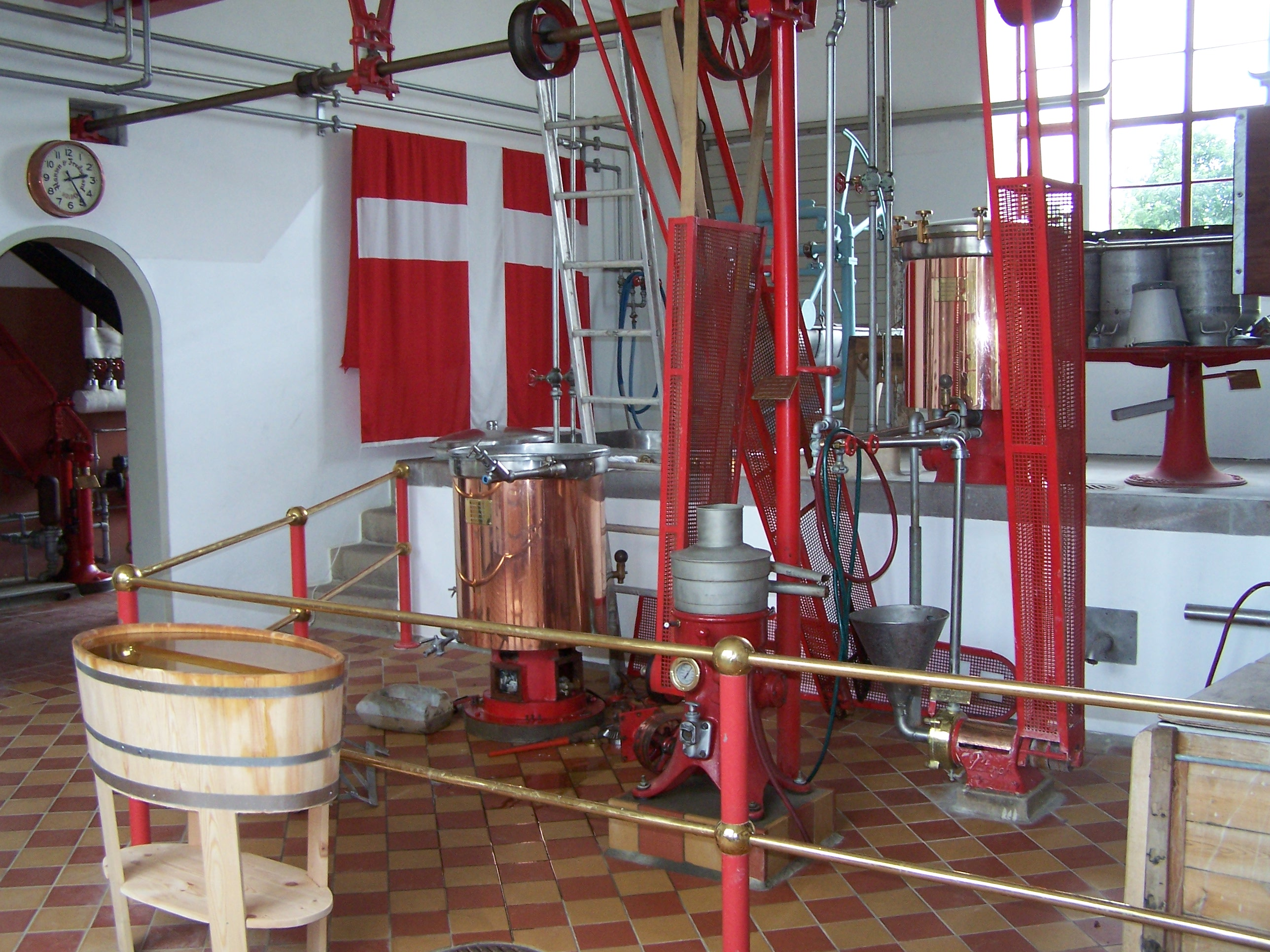
Maschinenhalle der historischen Genossenschaftsmeierei Søstrup/Thy (Freilichtmuseum Andelsbyen Nyvang, Dänemark)

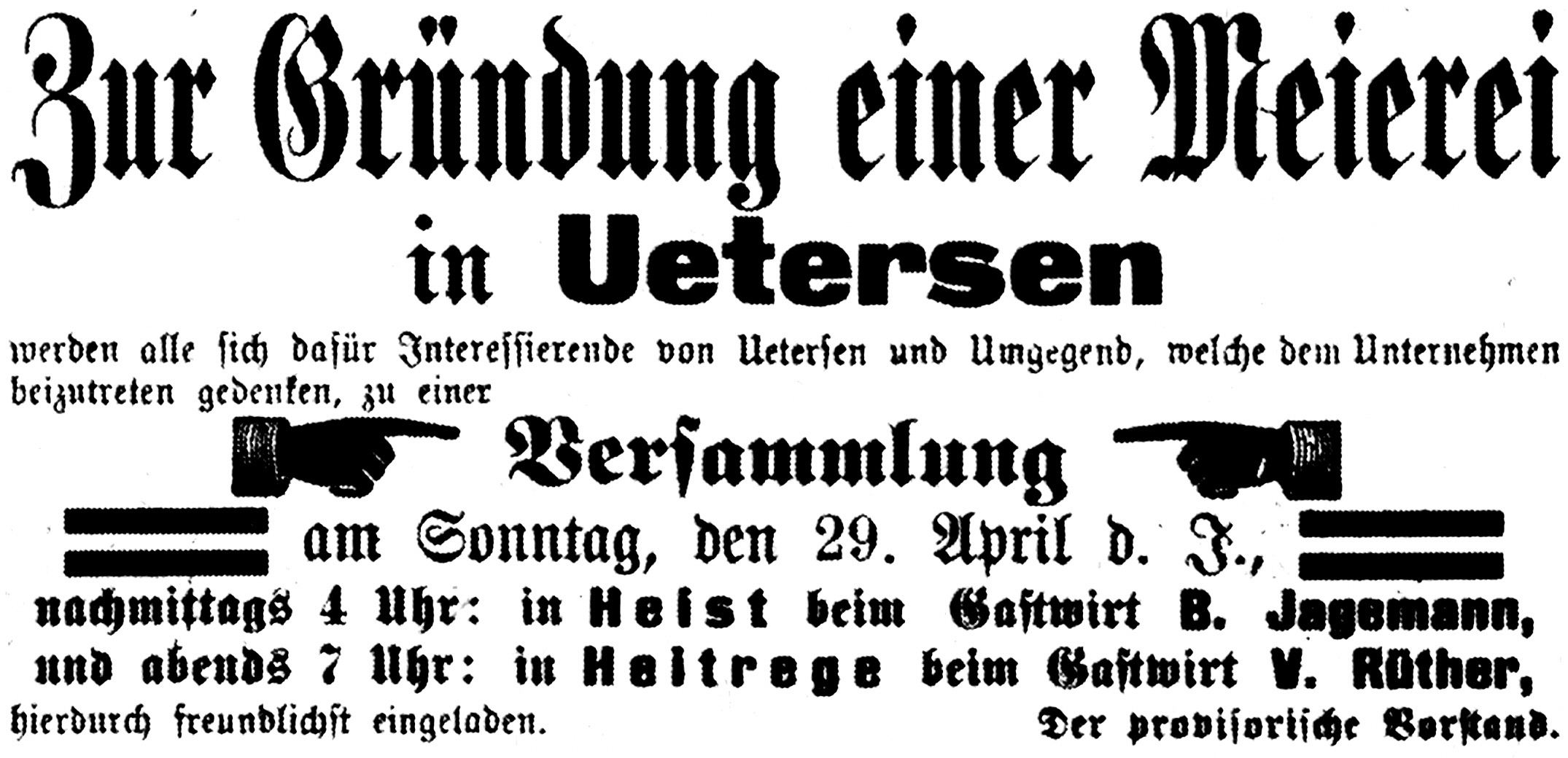
Zeitungsanzeige von 1894 zur Gründung einer Meierei in Uetersen

Tierische Milch zählte seit der Sesshaftwerdung des Menschen zu einer seiner wichtigen Nahrungsquellen. Da Rohmilch nur sehr begrenzt haltbar ist, wurde sie z. B. zu Butter oder Käse verarbeitet. Diese Veredelung erfolgte dabei hauptsächlich in einzelnen Betrieben, z. B. mit Hilfe eines Butterfasses. Die verarbeiteten Mengen waren meist gering und dienten vorrangig der Selbstversorgung des Hofes.
Im Gegensatz dazu stellten die frühen landwirtschaftlichen Großbetriebe, z. B. Güter oder Klöster große Mengen Butter und Käse her, die größtenteils selbst verbraucht, aber auch verkauft wurden. Die auf die Milchverarbeitung ausgerichteten Bereiche dieser Betriebe bildeten damit die frühesten Molkereien. Hierfür wurden z. B. in den Vorwerken Stallungen, Scheunen und sogenannte Molkenhäuser konzentriert. Diese dienten der Aufbewahrung von Milch sowie der Herstellung und Lagerung der Milchprodukte und enthielten zum Teil auch Wohnungen. Aus dem räumlichen Zusammenhang des Gutes oder des Meierhofes und der Molkerei leitet sich der in Norddeutschland gebräuchliche Begriff der Meierei für Molkerei ab.
In der Gegenwart noch sichtbare Beispiele für derartige Molkereien sind die Meierei im Neuen Garten in Potsdam, die Meierei auf der Berliner Pfaueninsel, die Meierei am Landsberg in Meiningen, die Gützkow Meierei aber auch die ehemalige Meierei in Bärwinkel, einem Vorwerk von Quilitz, dem heutigen Neuhardenberg im Oderbruch.
Mit dem Wachstum der Städte ab dem Spätmittelalter stieg der Bedarf nach haltbaren und transportablen Lebensmitteln beträchtlich an. Damit wuchs auch die Nachfrage nach Butter und Käse, die durch eine gesteigerte Produktion der Großbetriebe gedeckt wurde. Bedeutenden Anteil an dieser Intensivierung hatten holländische Glaubensflüchtlinge. Diese verbreiteten in Norddeutschland die fortschrittlichen Kenntnisse der Milchverarbeitung ihrer Heimat, hauptsächlich als Pächter der Molkereien der Güter. Die Rolle der niederländischen Spezialisten lässt sich deutlich daran erkennen, dass Holländerei im 16. und 17. Jahrhundert zum Synonym für Molkerei wurde und „Holländer“ rasch auch als Berufsbezeichnung für einheimische Milchverarbeiter verwendet wurde.
Dort wo ausreichende Mengen Milch erzeugt werden konnten, z. B. in den ertragreichen Marschen, wurden die holländischen Methoden auch von den bäuerlichen Einzelbetrieben übernommen. Wegen der hohen Qualitätsunterschiede der Butter konnte diese sogenannte „Bauernbutter“ jedoch nicht denselben Preis erzielen wie die „Gutsbutter“. Daher entstanden ab Mitte des 19. Jahrhunderts sogenannte Sammelmeiereien, in denen die Milch mehrerer Landwirte gesammelt und verarbeitet wurde. Diese Molkereien wurden nach dem Vorbild der Holländereien z. T. verpachtet, zum Teil aber auch gemeinschaftlich betrieben. Ab den 1870er Jahren wurden derartige Molkereien nach dem Vorbild landwirtschaftlicher Genossenschaften nach Raiffeisen und Schulze-Delitzsch durch die Milcherzeuger selbst gegründet und betrieben. Die zunehmende Verwendung von Dampfmaschinen und Zentrifugen zur Milchentrahmung verstärkte diese Entwicklung zusätzlich. Zwischen 1890 und dem Beginn des Ersten Weltkrieges entstanden in ganz Deutschland genossenschaftliche Molkereien, in denen die Milch der Mitglieder verarbeitet wurde.
In den 1930er Jahren wurde die deutsche Milchwirtschaft grundlegend umstrukturiert. Aufgrund der sogenannten Agrarkartellierung wurden alle milchviehhaltenden Höfe dazu gezwungen, ihre Milch an eine bestimmte Molkerei innerhalb eines bestimmten Einzugsgebietes abzuliefern. Mit dieser Maßnahme sollte in erster Linie eine autarke Versorgung der deutschen Bevölkerung mit Fett und Eiweiß im eventuellen Kriegsfall sichergestellt und eine Versorgungskrise wie im Ersten Weltkrieg vermieden werden. Eine Nebenwirkung dieser Zwangsmaßnahme war eine drastische Einschränkung der Geschmacksvielfalt der Butter- und Käsesorten. Denn mit dem Ablieferungszwang entfiel zugleich auch das Buttermachen im traditionellen Butterfass aus Holz, dessen eigene Bakterienstämme nach drei bis vier Tagen Lagerung zusätzliche Aromen produzieren. Weitere Geschmacksvielfalt ging der Butter verloren durch den technisierten Entzug von Buttermilch und Wasser in Zentrifugen und Edelstahl-Butterfertigern. Der Buttergeschmack wurde seitdem vereinheitlicht und, wie Kritiker meinen, auch fade und steril.
Am 21. Juni 2010 und 2. Februar 2011 beschlossen die beiden größten deutschen Molkereien, Nordmilch AG aus Bremen und die Humana Milchunion aus dem Münsterland, ihre Fusion. Der neue Konzern (Deutsches Milchkontor DMK) erreichte zum damaligen Zeitpunkt einen Jahresumsatz von 4,2 bis 4,4 Milliarden Euro und beschäftigte rund 5500 Mitarbeiter. Als Begründung zur Fusion wurde angegeben, damit gegenüber Discountern wie Aldi oder Lidl und ausländischen Molkereikonzernen mehr Marktmacht zu erhalten.

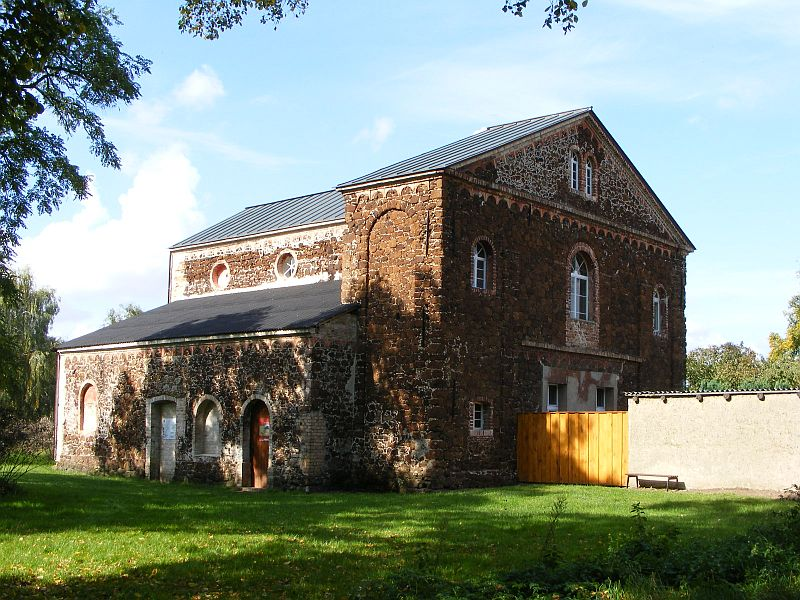
Historisches Molkenhaus in Bärwinkel (Neuhardenberg), Erstlingswerk Carl Friedrich Schinkels von 1802
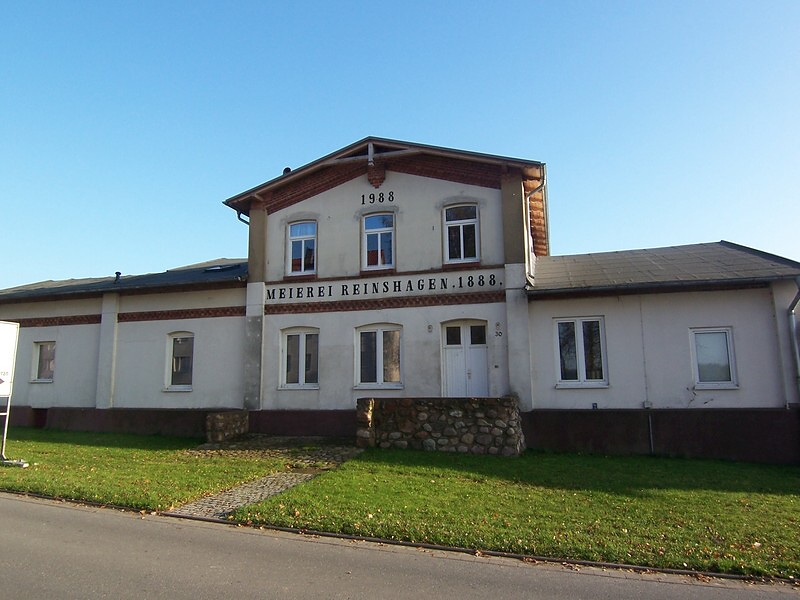
Historische Meierei in Reinshagen, Gemeinde Satow
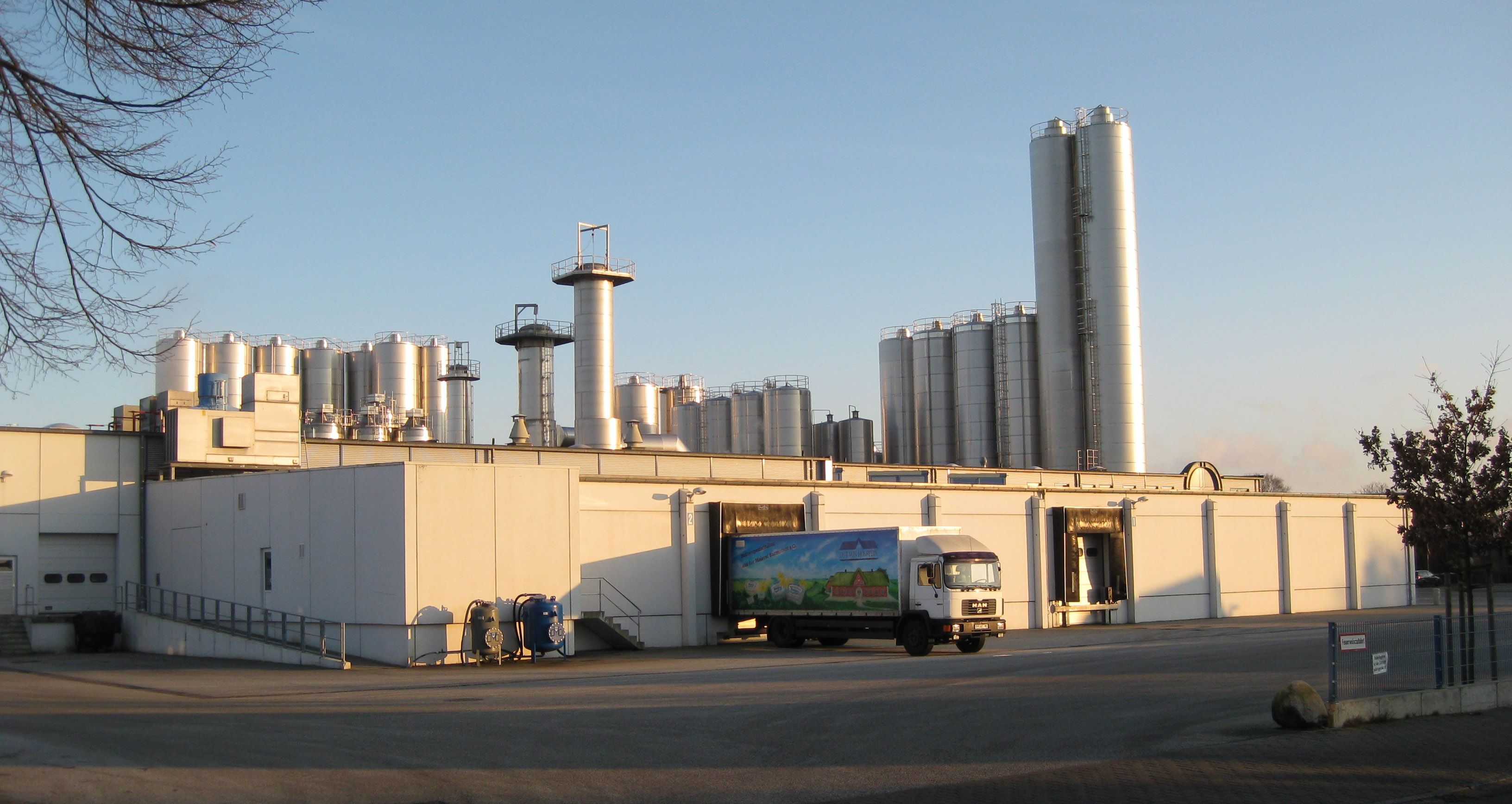
Moderne Meierei in Barmstedt

## Milchsammelstellen
Die Milchsammelstellen in ländlichen Gebieten mit oft nur einem Angestellten trugen früher ebenfalls die Bezeichnung Molkerei. Dort erfolgte eine gewisse Vorverarbeitung (z. B. Entrahmen mit einer Zentrifuge) und die Abgabe von Milch in Kleinmengen (bei Abholung mit kleinen Milchkannen) oder von Magermilch zur Viehfütterung. Morgens und abends war die Molkerei jeweils der Kommunikationstreffpunkt eines Ortes, wenn Bauern oder Milchbuben (eine begehrte Taschengeldtätigkeit) ihre Milch anlieferten. Die heutige Milchabholung (oder Milchsammlung) erfolgt per Milchsammelwagen mindestens jeden dritten Tag direkt von den Höfen der Milchviehhalter.

## Betriebsgröße
Die Betriebsgröße kann sehr stark variieren und die Zahl der Angestellten von wenigen in Alpkäsereien bis hin zu Industriebetrieben mit mehreren hundert Angestellten reichen. Je nach Betriebsgröße variiert auch der Grad der Automatisierung. Der Umsatz der Branche betrug in Deutschland im Jahr 2004 rund 20 Milliarden Euro. Jeder Milch verarbeitende Betrieb in der Europäischen Union hat eine eindeutige Nummer, die sogenannte Milchnummer oder auch Veterinärnummer. Viele Molkereien sind in der Rechtsform einer Genossenschaft organisiert. Die letzten Jahre waren durch eine starke Konzentration im Molkereisektor geprägt. Die Zahl der Molkereien ist bei steigender Verarbeitungsmenge stark zurückgegangen.

## Unternehmensformen
In Deutschland sind die Molkereien in drei Unternehmensformen organisiert:
- Genossenschaften (Kürzel eG): Eigentümer sind in der Regel die Landwirte, welche einen ehrenamtlichen Aufsichtsrat und einen teilweise ehrenamtlichen Vorstand stellen. Weiterhin wird mindestens ein hauptamtlicher Geschäftsführer bestellt.
- Familienunternehmen: Die Eigentümer sind in der Regel einzelne Personen oder mehrere Familienangehörige. Die Gesellschaftsformen dieser Unternehmen sind Kapitalgesellschaften oder Personengesellschaften.
- Konzern: Der fortschreitende Konzentrationsprozess in der Milchwirtschaft führte dazu, dass die meisten Betriebe in das Eigentum von internationalen Lebensmittelkonzernen übergegangen sind. Einzelne mittelständische Unternehmen konnten erfolgreich expandieren, so dass sie inzwischen selbst die Größe kleinerer Konzerne mit vielen Gesellschaften und internationalem Auftreten erreicht haben. Beispiele hierfür sind Müller-Milch und das Deutsche Milchkontor, die gemessen am Milchumsatz 2011 zu den weltweit 20 größten Molkereien gehörten.[11][12]

## Die größten Molkereien in Deutschland
| Rang | Unternehmen                                                                 | Unternehmensform | Unternehmenssitz | Umsatz 2017 in Mio. Euro | Verarbeitung 2017 in Mio. kg |
| ---- | --------------------------------------------------------------------------- | --- | --- | ------------------------ | ---------------------------- |
| 1    | Deutsches Milchkontor (DMK) (ehemals Humana Milchunion und Nordmilch)       | GmbH im Eigentum einer Genossenschaft (Deutsches Milchkontor eG 92,22 %) und einer GmbH (Milchwerke Thüringen GmbH 7,78 %) | Zeven | 4.870                    | 6.200*                       |
| 2    | Unternehmensgruppe Theo Müller                                              | Kommanditgesellschaft nach luxemburgischem Recht                                                                           | Luxemburg (Molkereien in Aretsried und Freising)                                                                     | 2.120*                   | 2.100*                       |
| 3    | Hochwald Foods (mit Allgäuer Alpenmilch (Bärenmarke), Erbeskopf Eifelperle) | Genossenschaft | Thalfang | 1.530                    | 2.300                        |
| 4    | Arla Foods (mit MUH, Hansa-Milch (Hansano), Allgäuland)                     | Genossenschaft | Viby bei Aarhus (Arla Germany in Düsseldorf mit Molkereien in Pronsfeld und Upahl)                                   | 1.290                    | 2.300                        |
| 5    | Hochland                                                                    | Societas Europaea | Heimenkirch | 1.446                    | /                            |
| 6    | FrieslandCampina                                                            | naamloze vennootschap (Aktiengesellschaft niederländischen Rechts)                                                         | Amersfoort (FrieslandCampina Germany in Heilbronn mit weiteren Produktionsstätten in Köln, Gütersloh und Schefflenz) | 1.260                    | 721                          |
| 7    | Fude + Serrahn Milchprodukte                                                | GmbH & Co. KG | Hamburg (Milchproduktion in Gransee)                                                                                 | 1.200                    | 1000                         |
| 8    | Zott                                                                        | Societas Europaea und Co. KG                                                                                               | Mertingen | 1.001                    | 890                          |
| 9    | Bayernland                                                                  | Genossenschaft | Nürnberg | 900                      | 750                          |
| 10   | Meggle                                                                      | GmbH | Wasserburg am Inn | 900                      | 800                          |

Quelle:mi SPEZIAL, Branchenübersicht Milchindustrie 2018, Datenerhebung 2017

* Um rein auf Deutschland bezogene Umsätze und Milchmengen zu erhalten, wurden Umsatz- bzw. Milchmengengrößen durch den Milchindustrie-Verband e. V. geschätzt.

## Die größten Molkereien in der Schweiz
In Bezug auf die verarbeitete Milchmenge sind Emmi, Cremo, Elsa, Hochdorf, Züger Frischkäse und Nestlé die größten Molkereien in der Schweiz. Diese sechs Molkereien verarbeiten rund 90 % der Molkereimilchmenge und 60 % der gesamten Milchmenge der Schweiz.

## Molkereien in Österreich
In Österreich gibt es die Vereinigung österreichischer Milchverarbeiter (VÖM).
Durch Zusammenschlüsse entstanden große Molkereien, die Milch in mitunter zwei Bundesländern einsammeln. Beispiele:
- Agrosserta (K, St)
- Alpi – Alpenländische (S, T)
- Burgenland Milch (B)
- NÖM (N, W)
- Schärdinger (O)
- Vorarlberg Milch (V)

Eine große private Käserei ist
- Rupp Käsle

## Lehrberuf in Österreich
In Österreich gibt es den dualen Lehrberuf Milchtechnologie mit einer Ausbildungsdauer von 3 Jahren. Die Berufsbezeichnung wurde mit 1. Juni 2016 von Molkereifachmann/frau auf Milchtechnologie geändert. Die Prüfungsordnung dieses Lehrberufs wurde aufgrund ihrer allgemeinen Formulierung nur geringfügig geändert. Milchtechnologen erzeugen Milchprodukte wie Butter- und Sauermilch, Topfen, Joghurt oder Schlagobers und verschiedene Käsesorten. In der betrieblichen Praxis sind Molkereifachleute meist auf einen bestimmten Aufgabenbereich wie z. B. Milchannahme, Pasteurisierung, Butterei oder Käserei spezialisiert.

## Molkereien und Umweltschutz
In Deutschland existieren 4,7 Mio. ha Grünland (Stand 2018). Der mit Abstand wichtigste Verwerter der Biomasseaufwüchse des Grünlandes ist die Milchviehhaltung. Die Milchproduktion ist auch der umsatzstärkste Einzelsektor der deutschen Landwirtschaft. In vielen Ländern Europas stellt sich das ähnlich dar. Molkereien wiederum können – in gewissen Grenzen – Einfluss auf die Art und Weise der Milchviehhaltung und somit die Bewirtschaftung des Grünlandes nehmen. Die Ausrichtung der Molkereien hat also schon quantitativ eine wesentliche Auswirkung auf den Umwelt-, Naturschutz und das Tierwohl. Beispielsweise fördern Weidemilch-Programme der Molkereien tendenziell eine artgerechtere Haltung des Milchviehs und können unter gewissen Voraussetzungen über Vermarktungsinitiativen zusätzlich zum Biodiversitätsschutz im Grünland beitragen. Außerdem können Molkereien Einfluss auf die Kraftfutter- bzw. Grünfutter-Ration des Milchviehs ausüben und damit die Stoffströme innerhalb des Milchsektors beeinflussen. Die Marktpotentiale besonders nachhaltig erzeugter Milchprodukte scheinen aktuell noch nicht ausgeschöpft, die Kunden wären, nach einer Befragung von Molkereien Deutschlands, wohl bereit, für solcherlei Produkte mehr Geld auszugeben, als das heute der Fall ist. Letztlich ist die Milchproduktion heute ein global operierendes System und die großen deutschen Molkereien sind international tätig. Transport und Aufbereitung der Milch müssten in einem stärker an Nachhaltigkeitszielen ausgerichteten Ernährungssystem regionalisiert werden, um die Nutzung fossiler Ressourcen zu schonen.